# Елітоцид
Елітоцид (від лат. eligo – вибираю, лат. caedo – вбиваю) — цілеспрямовані дії з метою повного або часткового знищення лідерів освіти та духовенства (інтелігенції). Зазвичай кампанії з елітоциду проводяться перед початком геноциду, з метою придушення можливого руху опору. 

## Виникнення терміна
Вперше цей термін вжив у 1992 році британський репортер Майкл Ніколсон для опису різанини в Бієліні в Боснії та Герцеговині під час Боснійської війни, коли місцеві серби вказували на видатних боснійців, яких потім убивали сербські солдати.

## Приклади елітоциду
- Прикладом елітоциду є знищення українських письменників у 1960 роках  або німецько-радянська окупація Польщі.
- Переслідування незалежних мусульманських громад в Криму російською окупаційною владою, за що півострів Крим зараз називають "островом релігійної несвободи".[2]
- Переслідування освітян Криму за антивоєнні та проукраїнські погляди відбувається на окупованому півострові за доносами учнів та їхніх батьків.[3]